# Primera División Amateur 2019
Het seizoen 2019 van de Primera División Amateur (voorheen Segunda División B) was het derde seizoen van deze Uruguayaanse voetbalcompetitie op het derde niveau. De competitie begon op 6 juli 2019 en eindigde op 19 januari 2020.

## Teams
Er namen zeventien ploegen deel aan de Primera División Amateur tijdens het seizoen 2019. Vijftien ploegen deden vorig seizoen ook mee aan deze competitie. CA Mar de Fondo was vorig seizoen niet aangesloten bij de AUF en deed toen dus niet mee aan de landelijke competities. CA Bella Vista werd vorig seizoen kampioen en promoveerde naar de Segunda División. Hun plek werd ingenomen door Club Oriental de Football, dat uit de Segunda División was gedegradeerd.
Vorig seizoen was CS Miramar Misiones gedegradeerd uit de Segunda División, maar zij namen niet deel aan de Primera División Amateur wegens een te hoge schuldenlast.
| Club                      | Stad             | Vorig seizoen |
| ------------------------- | ---------------- | ------------- |
| CA Alto Perú              | Montevideo       | 15e           |
| CA Artigas                | Montevideo       | 12e           |
| CA Basáñez                | Montevideo       | 6e            |
| Canadian SC/CSyD Keguay   | Montevideo       | 13e           |
| Colón FC                  | Montevideo       | 2e            |
| Huracán FC                | Montevideo       | 4e            |
| CSD Huracán Buceo         | Montevideo       | 8e            |
| La Luz FC                 | Montevideo       | 7e            |
| CSD Los Halcones          | Montevideo       | 10e           |
| CA Mar de Fondo           | Montevideo       | Geen deelname |
| CS Miramar Misiones       | Montevideo       | 13e (2ª)      |
| Club Oriental de Football | La Paz           | 14e (2ª)      |
| CD Parque del Plata       | Parque del Plata | 11e           |
| CA Platense               | Montevideo       | 9e            |
| IA Potencia               | Montevideo       | 14e           |
| Rocha FC                  | Rocha            | 3e            |
| Salus FC                  | Montevideo       | 16e           |
| Uruguay Montevideo FC     | Montevideo       | 5e            |

## Apertura
Het Torneo Apertura werd gespeeld van 6 juli tot en met 3 november 2019. Alle ploegen speelden eenmaal tegen elkaar. De beste acht ploegen kwalificeerden zich voor de Clausura. De ploeg met de meeste punten werd winnaar van de Apertura en kwalificeerde zich tevens voor de halve finale van het Campeonato. Indien er twee ploegen gelijk eindigden met de meeste punten, dan werd er een beslissingswedstrijd gespeeld.
De Apertura werd gewonnen door Uruguay Montevideo FC, de nummer vijf van vorig seizoen. Ze hadden vijf punten voorsprong op Rocha FC (vorig jaar derde). Van de ploegen die vorig jaar de top-acht bereikten, slaagden daar zes wederom in. Behalve het gepromoveerde Bella Vista wist alleen Colón FC (vorig jaar tweede) de top-acht niet te halen; El Verde eindigde op de twaalfde plaats. Ook degradant Club Oriental de Football (tiende) kwalificeerde zich niet voor de Clausura. IA Potencia (vorig seizoen veertiende) bleef wel in de strijd om de titel. CA Platense werd achtste, één plekje beter dan in de Apertura van vorig jaar en ditmaal dus wel voldoende om mee te doen aan de volgende fase. De andere degradant CS Miramar Misiones kon niet deelnemen aan de competitie vanwege schulden.
Salus FC eindigde voor de tweede maal op rij als laatste (Miramar Misiones niet meegerekend). Tijdens speelronde drie tot en met vijf speelden ze driemaal op rij gelijk. De overige wedstrijden eindigden in een nederlaag voor Salus.

### Eindstand Apertura
|     | Club                      | Sp. | W  | G | V  | Pnt. | DV | DT | DS  |
| --- | ------------------------- | --- | -- | - | -- | ---- | -- | -- | --- |
| 1.  | Uruguay Montevideo FC     | 16  | 13 | 2 | 1  | 41   | 35 | 8  | +27 |
| 2.  | Rocha FC                  | 16  | 11 | 3 | 2  | 36   | 40 | 16 | +24 |
| 3.  | Huracán FC                | 16  | 10 | 3 | 3  | 33   | 42 | 16 | +26 |
| 4.  | La Luz FC                 | 16  | 9  | 5 | 2  | 32   | 30 | 15 | +15 |
| 5.  | IA Potencia               | 16  | 8  | 6 | 2  | 30   | 34 | 14 | +20 |
| 6.  | CA Basáñez                | 16  | 8  | 5 | 3  | 29   | 27 | 15 | +12 |
| 7.  | CSD Huracán Buceo         | 16  | 8  | 4 | 4  | 28   | 24 | 14 | +10 |
| 8.  | CA Platense               | 16  | 7  | 6 | 3  | 27   | 18 | 9  | +9  |
| 9.  | CSD Los Halcones          | 16  | 7  | 2 | 7  | 23   | 29 | 23 | +6  |
| 10. | Club Oriental de Football | 16  | 7  | 0 | 9  | 21   | 24 | 18 | +6  |
| 11. | CD Parque del Plata       | 16  | 6  | 3 | 7  | 21   | 21 | 17 | +4  |
| 12. | Colón FC                  | 16  | 5  | 3 | 8  | 18   | 18 | 28 | –10 |
| 13. | CA Mar de Fondo           | 16  | 4  | 4 | 8  | 16   | 13 | 22 | –9  |
| 14. | CA Artigas                | 16  | 2  | 3 | 11 | 9    | 14 | 41 | –27 |
| 15. | CA Alto Perú              | 16  | 1  | 3 | 12 | 6    | 15 | 47 | –32 |
| 16. | Canadian SC/CSyD Keguay   | 16  | 1  | 3 | 12 | 6    | 9  | 62 | –53 |
| 17. | Salus FC                  | 16  | 0  | 3 | 13 | 3    | 13 | 41 | –28 |

### Legenda
| Kleur | Kwalificatie voor                  |
| ----- | ---------------------------------- |
|       | Clausura + Halve finale Campeonato |
|       | Clausura                           |

## Clausura
De Clausura werd gespeeld van 9 november tot en met 12 december 2019. De acht beste ploegen uit de Apertura kwalificeerden zich voor dit toernooi. Zij speelden eenmaal tegen elkaar. De ploeg met de meeste punten werd winnaar van de Clausura en plaatste zich voor de halve finale van het Campeonato. Indien er twee ploegen gelijk eindigden met de meeste punten, dan werd er een beslissingswedstrijd gespeeld.
CSD Huracán Buceo begon de Clausura het beste met vier overwinningen op rij, waaronder een op Apertura-winnaar Uruguay Montevideo FC. Na vier duels had Huracán Buceo een voorsprong van vier punten op IA Potencia en Rocha FC, maar door puntverlies in de daaropvolgende wedstrijden moesten ze de koppositie afstaan aan Rocha. Met nog één wedstrijd te gaan had Rocha 14 punten, Huracán Buceo 13 punten en Potencia 12 punten. In een onderling duel speelden Rocha en Huracán Buceo 2–2 tegen elkaar. Omdat Potencia zelf verloor won Rocha hiermee de Clausura.
Deze overwinning van Rocha was voorlopig, omdat Hurucán Buceo beroep had aangetekend betreffende hun wedstrijd tegen Huracán FC. In die wedstrijd (die in 1–1 eindigde) zou Huracán een niet speelgerechtigde speler hebben opgesteld. Indien het beroep was ingewilligd had Huracán Buceo voor die wedstrijd de overwinning toegekend gekregen, waarmee ze Rocha zouden passeren in de stand. Dit beroep werd echter niet ingewilligd en Huracán Buceo ging niet in hoger beroep. Daarmee bleef Rocha de winnaar van de Clausura.

### Eindstand Clausura
|    | Club                  | Sp. | W | G | V | Pnt. | DV | DT | DS  |
| -- | --------------------- | --- | - | - | - | ---- | -- | -- | --- |
| 1. | Rocha FC              | 7   | 4 | 3 | 0 | 15   | 12 | 7  | +5  |
| 2. | CSD Huracán Buceo     | 7   | 4 | 2 | 1 | 14   | 16 | 9  | +7  |
| 3. | IA Potencia           | 7   | 3 | 3 | 1 | 12   | 7  | 5  | +2  |
| 4. | Uruguay Montevideo FC | 7   | 2 | 3 | 2 | 9    | 10 | 10 | 0   |
| 5. | CA Platense           | 7   | 2 | 2 | 3 | 8    | 12 | 14 | –2  |
| 6. | Huracán FC            | 7   | 2 | 2 | 3 | 8    | 9  | 13 | –4  |
| 7. | CA Basáñez            | 7   | 2 | 1 | 4 | 7    | 10 | 8  | +2  |
| 8. | La Luz FC             | 7   | 0 | 2 | 5 | 2    | 5  | 15 | –10 |

### Legenda
| Kleur | Kwalificatie voor       |
| ----- | ----------------------- |
|       | Halve finale Campeonato |

## Totaalstand
De ploeg met de meeste punten in de totaalstand - de optelling van de Apertura en Clausura - plaatste zich voor de finale van het Campeonato. Indien er twee ploegen gelijk eindigden met de meeste punten, dan werd er een beslissingswedstrijd gespeeld.
Voor de laatste speeldag in de Clausura had Rocha een voorsprong van drie punten op Uruguay Montevideo. Omdat Rocha hun laatste wedstrijd tegen Huracán Buceo gelijkspeelde, verzekerde de ploeg zich van de eerste plaats in de totaalstand. Uruguay Montevideo won hun slotduel wel, maar eindigde in de totaalstand als tweede met één punt minder dan Rocha.

### Totaalstand
|     | Club                      | Sp. | W  | G | V  | Pnt. | DV | DT | DS  |
| --- | ------------------------- | --- | -- | - | -- | ---- | -- | -- | --- |
| 1.  | Rocha FC                  | 23  | 15 | 6 | 2  | 51   | 52 | 23 | +29 |
| 2.  | Uruguay Montevideo FC     | 23  | 15 | 5 | 3  | 50   | 45 | 18 | +27 |
| 3.  | IA Potencia               | 23  | 11 | 9 | 3  | 42   | 41 | 19 | +22 |
| 4.  | CSD Huracán Buceo         | 23  | 12 | 6 | 5  | 42   | 40 | 23 | +17 |
| 5.  | Huracán FC                | 23  | 12 | 5 | 6  | 41   | 51 | 39 | +22 |
| 6.  | CA Basáñez                | 23  | 10 | 6 | 7  | 36   | 37 | 23 | +14 |
| 7.  | CA Platense               | 23  | 9  | 8 | 6  | 35   | 30 | 23 | +7  |
| 8.  | La Luz FC                 | 23  | 9  | 7 | 7  | 34   | 35 | 30 | +5  |
| 9.  | CSD Los Halcones          | 16  | 7  | 2 | 7  | 23   | 29 | 23 | +6  |
| 10. | Club Oriental de Football | 16  | 7  | 0 | 9  | 21   | 24 | 18 | +6  |
| 11. | CD Parque del Plata       | 16  | 6  | 3 | 7  | 21   | 21 | 17 | +4  |
| 12. | Colón FC                  | 16  | 5  | 3 | 8  | 18   | 18 | 28 | –10 |
| 13. | CA Mar de Fondo           | 16  | 4  | 4 | 8  | 16   | 13 | 22 | –9  |
| 14. | CA Artigas                | 16  | 2  | 3 | 11 | 9    | 14 | 41 | –27 |
| 15. | CA Alto Perú              | 16  | 1  | 3 | 12 | 6    | 15 | 47 | –32 |
| 16. | Canadian SC/CSyD Keguay   | 16  | 1  | 3 | 12 | 6    | 9  | 62 | –53 |
| 17. | Salus FC                  | 16  | 0  | 3 | 13 | 3    | 13 | 41 | –28 |

### Legenda
| Kleur | Kwalificatie voor |
| ----- | ----------------- |
|       | Finale Campeonato |

## Campeonato
Het Campeonato bepaalde de winnaar van de Primera División Amateur 2019. De winnaars van de Apertura (Uruguay Montevideo FC) en de Liguilla (Rocha FC) zouden een halve finale over twee wedstrijden spelen en de winnaar daarvan zou zich kwalificeren voor de finale, waarin ze zouden spelen tegen de nummer een van de totaalstand (Rocha).
Omdat Rocha zich tweemaal had gekwalificeerd, als winnaar van de Clausura en als nummer een van de totaalstand, betekende dit dat zij aan een zege in de halve finale genoeg hadden om kampioen te worden. Zou Uruguay Montevideo de halve finale winnen, dan zouden zij het in de finale nogmaals opnemen tegen Rocha.

### Wedstrijdschema
|  | Halve finale       | Halve finale       | Halve finale | Halve finale | Halve finale |  |  | Finale | Finale | Finale | Finale | Finale |
|  |                    |                    |              |              |              |  |  |        |        |        |        |        |
|  |                    |                    |              |              |              |  |  |        |        | -      | -      | n.v.t. |
|  | Rocha              | Rocha              | 2            | 1            | 3            |  |  | Rocha  | Rocha  | -      | -      |        |
|  | Uruguay Montevideo | Uruguay Montevideo | 1            | 1            | 2            |  |  |        |        |        |        |        |

### Halve finale
|                                   |                          |                                   |                       |                                                                       |
| 12 januari 2020 17:30 uur (UTC−3) | Rocha FC                 | 2 – 1                             | Uruguay Montevideo FC | Estadio Ateniense, San Carlos Scheidsrechter: Martín Grecco (Uruguay) |
| 12 januari 2020 17:30 uur (UTC−3) | Barboza 71' Torres 90+3' | Verslag (AUF) Verslag (Soccerway) | 56' Coronel           | Estadio Ateniense, San Carlos Scheidsrechter: Martín Grecco (Uruguay) |

|                                   |                       |                                   |             |                                                                         |
| 19 januari 2020 16:30 uur (UTC−3) | Uruguay Montevideo FC | 1 – 1                             | Rocha FC    | Estadio José Nasazzi, Montevideo Scheidsrechter: Javier Feres (Uruguay) |
| 19 januari 2020 16:30 uur (UTC−3) | Quiroga 38'           | Verslag (AUF) Verslag (Soccerway) | 19' Gallego | Estadio José Nasazzi, Montevideo Scheidsrechter: Javier Feres (Uruguay) |

 Rocha FC wint met 3-2 over twee wedstrijden en is kampioen van de Primera División Amateur.

## Topscorers
Edwin Salazar van Rocha FC werd topscorer met zestien doelpunten.
| №  | Speler            | Club                  | Goals |
| -- | ----------------- | --------------------- | ----- |
| 1. | Edwin Salazar     | Rocha FC              | 16    |
| 2. | Rodrigo Hernandez | CSD Huracán Buceo     | 13    |
| 3. | Enzo Echesuri     | CSD Huracán Buceo     | 11    |
| 3. | Michel Miranda    | Uruguay Montevideo FC | 11    |
| 3. | Michel Sosa       | Uruguay Montevideo FC | 11    |